# Jean-Bernard Métais
Pour les articles homonymes, voir Métais.
Jean-Bernard Métais, né en 1954 au Mans, est un sculpteur français.
La plupart de ses œuvres sont le résultat de commandes publiques ou issues de concours internationaux. Ce peut être le résultat de « cartes blanches ». son travail regroupe à la fois des œuvres dans le paysage et des œuvres urbaines.
Il est aussi vigneron dans l’appellation Jasnières.

## Œuvres publiques notables
- Alliance à Cardiff[1]
- Se créer a Ambassade de France en Chine
- Temps imparti au parc de Tessé au Mans[2], préalablement au jardin des Plantes à Paris[3]. C'est un sablier géant.
- Le Tour de France dans les Pyrénées, à l'aire Les Pyrénées de l'A 64 à Ger Le Géant est le 9e cycliste de cette œuvre monumentale. Elle est installée annuellement durant la période du Tour de France au sommet du Tourmalet. Le reste de l'année elle est exposée à Gerde[4].
- Litanie à Valenciennes[5] (2007), 45 mètres de hauteur.
- Inox évidé et laqué, (2012 ; 57 rue Charles-Fourrier, école Montesquieu ; 48° 48′ 09″ N, 2° 24′ 19″ E), Vitry-sur-Seine
- La lettre à Équeurdreville-Hainneville
- Jurong en Chine
- Phoenix en Chine à Tianjin (2014), 69 mètres de hauteur, voir Sculpture monumentale.